# Opalia crenata
Opalia crenata is een slakkensoort uit de familie Epitoniidae. De wetenschappelijke naam werd gepubliceerd in 1758 door Carl Linnaeus in de tiende editie van Systema naturae.